# Kafétien Gomis
Kafétien Gomis (San Quintino, 23 marzo 1980) è un lunghista francese.

## Palmarès
| Anno | Manifestazione           | Sede           | Evento         | Risultato | Prestazione | Note |
| ---- | ------------------------ | -------------- | -------------- | --------- | ----------- | ---- |
| 2003 | Universiadi              | Taegu          | Salto in lungo | 9º        | 7,74 m      |      |
| 2004 | Giochi olimpici          | Atene          | Salto in lungo | 14º (q)   | 7,99 m      |      |
| 2005 | Giochi del Mediterraneo  | Almería        | Salto in lungo | 6º        | 7,88 m      |      |
| 2005 | Universiadi              | Smirne         | Salto in lungo | 7º        | 7,47 m      |      |
| 2006 | Europei                  | Göteborg       | Salto in lungo | 5º        | 7,93 m      |      |
| 2007 | Europei indoor           | Birmingham     | Salto in lungo | 4º        | 7,93 m      |      |
| 2009 | Europei indoor           | Torino         | Salto in lungo | 4º        | 8,12 m      |      |
| 2009 | Giochi del Mediterraneo  | Pescara        | Salto in lungo | 4º        | 7,96 m      |      |
| 2009 | Mondiali                 | Berlino        | Salto in lungo | 21º (q)   | 7,90 m      |      |
| 2010 | Mondiali indoor          | Doha           | Salto in lungo | 10º (q)   | 7,84 m      |      |
| 2010 | Europei                  | Barcellona     | Salto in lungo | Argento   | 8,24 m      |      |
| 2011 | Europei indoor           | Parigi         | Salto in lungo | Argento   | 8,03 m      |      |
| 2012 | Europei                  | Helsinki       | Salto in lungo | 9º        | 7,88 m      |      |
| 2013 | Giochi della Francofonia | Nizza          | Salto in lungo | Argento   | 7,81 m      |      |
| 2014 | Europei                  | Zurigo         | Salto in lungo | Bronzo    | 8,14 m      |      |
| 2015 | Europei indoor           | Praga          | Salto in lungo | 14º (q)   | 7,65 m      |      |
| 2015 | Mondiali                 | Pechino        | Salto in lungo | 7º        | 8,02 m      |      |
| 2016 | Mondiali indoor          | Portland       | Salto in lungo | 9º        | 7,88 m      |      |
| 2016 | Europei                  | Amsterdam      | Salto in lungo | 7º        | 7,84 m      |      |
| 2016 | Giochi olimpici          | Rio de Janeiro | Salto in lungo | 8º        | 8,05 m      |      |
| 2018 | Europei                  | Berlino        | Salto in lungo | 9º        | 7,84 m      |      |